# Adam Kazimierz Czartoryski

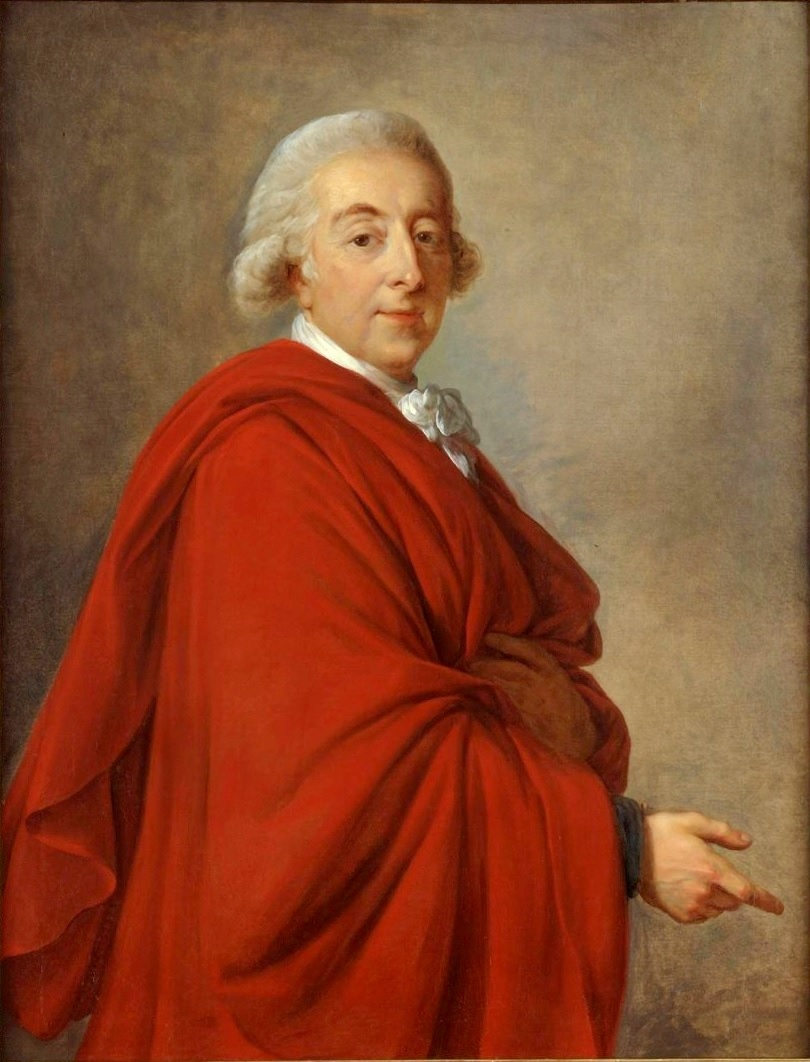
Adam Kazimierz Czartoryski

Adam Kazimierz Czartoryski, född 1 december 1734, död 22 mars 1823, var en polsk furste och tronpretendent. Han var brorson till Michał Fryderyk Czartoryski och far till Adam Jerzy Czartoryski.

Czartoryski var polsk tronkandidat 1763 men besegrades av sin kusin Stanisław II August Poniatowski. Efter brytning med denne trädde Czartoryski 1782 i österrikisk tjänst, blev överste för galiziska gardet och 1805 fältmarskalk men behöll sitt säte i polska riksdagen. 1788-1791 motarbetade han det ryska inflytandet och verkade för ett polskt arvrike med saxisk dynasti men blev som oavhängighetspartiets talesman i Dresden 1791 avvisad. Som riksdagsmarskalk av Napoleons nåde bidrog han till bildandet av generalkonfederationen samma år. 
Hans hustru Isabella Fortunata von Flemming (1746-1835) grundade en berömd fornminnessamling i Puławy och Polens första lärarhögskola.